# Protolamna
Protolamna is een geslacht van uitgestorven makreelhaaien uit het Krijt. Het geslacht is bekend uit Europa, Azië en Noord-Amerika.
De geslachtsnaam betekent 'voorloper van de lamia', wat in het Grieks zowel een felle haai was als de demon Lamia.

## Soorten
- P. borodini (Maastrichtien, New Jersey)
- P. Carteri (Cenomanien, Texas)
- P. compressidens (Turonien-Coniacien, België, Frankrijk, Texas)
- P. gigantea (Cenomanien, Minnesota)
- P. ricaurtei (Barremien-Aptien Paja-formatie, Colombia)
- P. roanokeensis (Albien, Texas)
- P. sokolovi (Aptien-Albien, Rusland)